# Krumovgrad
Krumovgrad (în bulgară Крумовград, în turcă Koșukavak) este un oraș în Obștina Krumovgrad, Regiunea Kârgeali, Bulgaria, localizat la poalele munților Rodopi, pe valea râului Krumovița. Majoritatea populației este de etnie turcă.
Numele orașului provine de la cel al hanului Krum.

## Demografie
Componența etnică a orașului Krumovgrad
     Nicio identificare (31,47%)
     Bulgari (48,97%)
     Turci (18,95%)
     Romi (0%)
     Altele (0,59%)
La recensământul din 2011, populația orașului Krumovgrad era de 5.070 locuitori. Nu există o etnie majoritară, locuitorii fiind bulgari (48,97%) și turci (18,95%). Pentru 31,47% din locuitori nu este cunoscută apartenența etnică.